# Jardín Botánico Ártico Alpino y Vivero de Plantas Perennes Alpinas
El Jardín Botánico Ártico Alpino y Vivero de Plantas Perennes Alpinas en alemán Arktisch-Alpiner Pflanzengarten und Alpine Staudengärtnerei es un jardín botánico de propiedad privada especializado en plantas alpinas en Leisnig, Sajonia, Alemania. Su código de reconocimiento internacional como institución botánica así como de su herbario es LEIS.

## Localización
Arktisch-Alpiner Pflanzengarten OT Gorschmitz 14, D-04703 
Leisnig, Sajonia, Deutschland-Alemania.51°10′0″N 12°55′0″E / 51.16667, 12.91667

Está abierto al público varios días por semana en los meses cálidos del año.

## Historia
El jardín botánico es mantenido por Danilo Geißler como una prolongación de su vivero comercial. 

## Colecciones
Alberga unos 2,000 especímenes del ártico y de la región alpina organizada por secciones geográficas:
- Montañas de las Dolomitas Europeas,
- Montañas Rocosas del Canadá,
- La Isla Sur de Nueva Zelanda,
- La región del Ártico desde Finlandia a Múrmansk.

También albergan una gran colección de sáuces enanos (Salix) y plantaciones experimentales en curso.